# Chełmek
Pour les articles homonymes, voir Chełmek.
Chełmek est une ville de Pologne située en voïvodie de Petite-Pologne.

## Jumelages
- Leinefelde-Worbis (Allemagne)